# Worms (Computerspiel, 1995)
Worms ist ein 1995 erschienenes Artillery-Spiel von Team17 und der erste Teil der Worms-Reihe. Mit Worms Reinforcements erschien 1996 eine Erweiterung, die als Worms United mit dem Originalspiel gebündelte nochmals veröffentlicht wurde. Mit Worms 2 erschien 1997 ein direkter Nachfolger und mit Worms – The Directors Cut ein Amiga exklusives Spiel, das Elemente des Nachfolgers auf die Ursprungsplattform Amiga rückportierte.

## Spielprinzip
Worms ist ein rundenbasiertes Strategiespiel. Jeder Spieler steuert ein Team aus mehreren Würmern. Im Laufe des Spiels wählen die Spieler abwechselnd einen ihrer Würmer aus. Sie verwenden dann alle verfügbaren Werkzeuge und Waffen, um die Würmer der Gegner anzugreifen und zu töten, wodurch sie das Spiel gewinnen. Der Spieler kann sich auf verschiedene Arten im Gelände bewegen. Jede Runde ist zeitlich begrenzt. Im Spiel gibt es fünfzig verschiedene Waffen. Außerdem gibt es im Spiel auch Fallen, wie Landminen oder explosiven Fässern. Die Würmer können auch durch die Gifte der Waffen oder durch ertränken sterben.

## Entwicklung
Der erste Prototyp wurde von Andy Davidson zunächst auf einem Casio Grafikrechner erstellt. Als klassisches Artilleriespiel mit Panzern konnte es Level zufällig berechnen, Winkel und Tempo der Geschossen waren einstellbar. Bei der Portierung auf den Commodore Amiga wurden die Grafiken von Lemmings extrahiert und das Spiel in Lemartillery umbenannt. Der Prototyp war zu dem Zeitpunkt noch vollständig in Blitz Basic geschrieben. Später kamen Davidson kommerzielle Ambitionen, so dass er die urheberrechtlich problematischen Grafiken gegen Würmer ersetzte und sein Spiel nun mit dem Namen Total Wormage auf einer Spielemesse vorstellte. Zuvor nahm er erfolglos an einem Entwicklerwettbewerb einer Amiga-Zeitschrift teil. Auf der ECTS in London erkannte der britische Publisher Team17 jedoch schnell das Potenzial des nahezu vollständig entwickelten Spiels und nahm Davidson noch vor Ort unter Vertrag.

## Veröffentlichung
Worms erschien am 17. November 1995 für das Amiga. Es folgten Portierungen für das Amiga CD32, Atari Jaguar, Game Boy, Macintosh, MS-DOS, PlayStation, Sega Mega Drive, Sega Saturn und Super Nintendo Entertainment System. Des Weiteren wurde 1997 von der ukrainischen Firma Silicon Brains eine CGA-Version für den Sinclair ZX Spectrum veröffentlicht.

## Rezeption
Worms erhielt sehr positive Kritiken auf der Ursprungsplattform Amiga. Die Steuerung sei zunächst ungewohnt dann jedoch intuitiv. Die Statistik, die Replay-Kamera und die Idee mit Deluxe Paint eigene Level zu malen seien positiv hervorzuheben. Für den CD³² wurden unter anderem die Rendersequenzen der PC-Version unterstützt, an denen man sich jedoch auch schnell satt sehe.
Es handele sich um ein Artillerie-Spiel in technischer perfekter Ausführung. Der lange Playtest zahle sich aus. Die Tastatursteuerung mit Mausbewegung sei zeitlos gut. Heinrich Lenhardt von PC Player lobte zwar die einfache, griffige Spielidee. Für ihn sei der Titel jedoch kein großer Wurf und insbesondere in Solopartien öde. Eine Kampagne fehle. Mit mehreren menschlichen Spielern vor dem Computer spiele Worms seine Stärken aus.
Die Portierung auf den Super Nintendo sei abgespeckt, mit mäßiger Grafik, umständlicher Steuerung und fehlender Speicherfunktion. Im Mehrspieler sei es weiterhin ein Hit. Ein großer Vorteil sei, dass der Mehrspieler auf der PlayStation mit nur einer Konsole auskomme. Animationen und Soundeffekte seien altbacken, aber immer noch ansehnlich. Es handele sich um einen Geheimtipp. Auf dem Mega Drive fehlen unverständlicherweise Waffen und Spielelemente. Es handele sich um eine stiefmütterliche Portierung.
Die Royal Mail brachte 2020 einen Satz von zwölf Briefmarken mit Motiven aus britischen Computerspielen heraus, in dem ein Wert Worms zeigt.